# Excideuil

Excideuil este o comună în departamentul Dordogne din sud-vestul Franței. În 2009 avea o populație de 1.269 de locuitori.

## Evoluția populației
| An        | 1975  | 1982  | 1990  | 1999  | 2006  | 2009  |
| --------- | ----- | ----- | ----- | ----- | ----- | ----- |
| Populație | 1.663 | 1.535 | 1.414 | 1.318 | 1.318 | 1.269 |